# Слід (теорія полів)
Слід — відображення елементів скінченного розширення поля E / K у початкове поле K, визначуване таким чином:
Нехай E — скінченне розширення K степеня n=[E:K], α — деякий елемент з поля E. Він визначає лінійне відображення на E:x→αx. Цьому відображенню в деякому базисі e1,e2.en відповідає матриця A:
(αe1,αe2.αen)=(e1,e2.en)*A. Слід цієї матриці називається слідом елемента α. Оскільки для іншого базису даному відображенню відповідатиме подібна матриця  A'=CAC-1 , то за елементарною теоремою лінійної алгебри слід не залежить від вибраного базису. Він позначається TrKE(α) 

## Властивості сліду
- TrKE(α+β)=TrKE(α)+TrKE(β)
- TrKE(cα)=cTrKE(cα) для елемента с, що належить полю K.
- Якщо Е — сепарабельне, то TrKE — ненульовий функціонал, якщо несепарабельне, то TrKE=0.
- Для полів К/E/F маємо: TrKE(TrEF(α))=TrKF(α) (транзитивність сліду)

- Якщо E=K(α)  і f(x)=xn+an-1xn-1+...+a1x+a0 — незвідний многочлен, для α то TrKK(α)(α)= -an-1

## Вираз сліду через гомоморфізмиEнадK
Нехай σ1,σ2,...,σm — всі гомоморфізми E в алгебраїчному замиканні поля K, що є гомоморфізмами над K, тобто залишають нерухомими всі елементи K. Якщо E сепарабельне то m рівне степеню [E:К]=n . Тоді для норми існує наступний вираз:
TrKE(a)=σ1(a)+σ2(a)+...+σn(a)
Якщо E несепарабельне то m≠n — степені [E:K], в цьому випадку n кратно m, причому частка є деяким степенем характеристики p: n=pim.
Тоді
TrKE(a)=pi(σ1(a)+σ2(a)+...+σm(a))=0